# Christian Rakovski
Christian Rakovski (Kotel, 1 de agostojul./ 13 de agosto de 1873greg. – Oblast de Oriol, 11 de setembro de 1941) foi um revolucionário socialista búlgaro, político bolchevista e diplomata soviético. Foi também jornalista, médico e ensaísta.

## Biografia
Desde 1890, Rakovski militou em organizações políticas da Segunda Internacional, na Romênia , Suíça, França e Alemanha, chegando a desempenhar papel importante no Partido Social Democrata da Romênia. Em 1914, declarou-se contra a I Guerra Mundial, e desde setembro de 1915 fez parte da Esquerda Internacionalista de Zimmerwald, a que também se associaram Lenin e os bolcheviques, assim como Trotski e Rosa Luxemburgo.
Encarcerado pelo governo romeno, em agosto de 1916, por seu ativismo contra a guerra, foi libertado por soldados russos em 1° de maio de 1917. Transferindo-se para a Rússia, logo passou a também ser perseguido por opor-se à guerra. Ajudado pelos bolcheviques, conseguiu sair do país, chegando à Suécia, de onde regressou após a Revolução de outubro, para ajudar o governo revolucionário a defender-se dos invasores romenos, que atuavam em sintonia com as potências capitalistas.
Foi presidente do soviete da Ucrânia (1918) e líder dessa república soviética até 1923, quando foi nomeado embaixador da União Soviética no Reino Unido e, em seguida, na França (1925).
Colaborador de Leon Trotsky, foi um dos primeiros dirigentes da Oposição de Esquerda ao regime de Stalin, criticando a teoria do "Socialismo em um só país". Por conta disso, foi deportado para a Ásia Central, em 1928, onde sofreu de enfermidades, falta de cuidados médicos e isolamento.

Em 1930, juntamente com Vladimir Kosior, Nikolai Muralov e Varia Kasparova, escreveu uma carta ao Comitê Central do Partido Comunista da URSS, onde afirmava:
"Diante de nossos olhos, segue formando-se uma grande classe de governantes que tem seus próprios interesses internos e que cresce mediante uma cooptação bem calculada, através de promoções burocráticas e de um sistema eleitoral fictício. O elemento aglutinador dessa classe original é uma forma singular de propriedade privada: o poder estatal."
Neste e em outros textos que escreveu sobre a burocracia stalinista, Rakovski antecipa os futuros estudos de Milovan Djilas sobre a Nova Classe. Trotski também considerava que a burocracia havia usurpado o poder dos trabalhadores, porém rechaçava classificá-la de uma nova classe, preferindo considerá-la como casta, para explicar que o caráter do estado soviético continuava sendo obreiro.
A repressão stalinista contra Rakovski nunca se deteve. Até que, em 1938, ele se tornou um dos principais acusados no Julgamento dos Vinte e Um, sendo condenado a 20 anos de cárcere.
Em 1941, durante a Segunda Guerra Mundial, Rakovski foi fuzilado, junto com María Spiridonova e Olga Kameneva. Seria reabilitado em 1988, durante o período "Glasnost" de Mikhail Gorbatchov.